# غوردون فابر
غوردون فابر (بالإنجليزية: Gordon Faber)‏ هو سياسي أمريكي، ولد في 2 أبريل 1931 في غرينسبورج في الولايات المتحدة، وتوفي في 18 أغسطس 2014 في هيلسبورو في الولايات المتحدة.